# William Payne Whitney
William Payne Whitney (New York, 20 marzo 1876 – Manhasset, 25 maggio 1927) è stato un imprenditore e filantropo statunitense.

## Biografia
Era il figlio di William Collins Whitney, e di sua moglie, Flora Payne.
Whitney frequentò la Groton School e la Yale University, dove è stato membro di Skull and Bones e ha capitanato la squadra di canottaggio di Yale. Dopo essersi diplomata nel 1898, Whitney ha poi studiato legge presso la Harvard Law School, diplomandosi nel 1901.

## Carriera
Oltre a un'eredità sostanziale da suo padre, Whitney ereditò $ 63.000.000 da suo zio, il colonnello Oliver Hazard Payne. Tra i suoi numerosi investimenti, Whitney aveva molte azioni nel settore bancario, del tabacco, delle ferrovie, delle miniere e del petrolio. Era un membro del consiglio di amministrazione e / o un dirigente di diverse grandi società, tra cui la City Bank di New York e la Great Northern Paper Company e la Northern Finance Corporation.

### Corse
Appassionato di corse di cavalli, come suo padre e suo fratello, Greentree Stable, la loro tenuta a Long Island, fu un'importantissima allevamento di cavalli purosangue.

### Filantropia
Nel corso della sua vita, Whitney è stato coinvolto nel lavoro filantropico per una varietà di cause. Nel 1923 ha donato $12.000.000. alla biblioteca pubblica di New York, fece donazioni per la squadra di canottaggio presso l'università di Yale. Alla sua morte ha fatto un grande lascito per la creazione della Payne Whitney Psychiatric Clinic al Weill Cornell Medical College di New York City.

## Matrimonio
Nel 1902, Whitney sposò Helen Julia Hay (1875-1944), figlia di John Hay, all'allora Segretario di Stato degli Stati Uniti (ed ex ambasciatore degli Stati Uniti nel Regno Unito). Ebbero due figli:
- Joan Whitney (1903-1975)[9]
- John Hay Whitney (1904-1982)[10] who served as the United States Ambassador to the United Kingdom[11][12][13]

## Morte
Whitney morì il 25 maggio 1927 nella sua tenuta di Greentree. Nel suo testamento lasciò più di $ 20 milioni al New York Hospital e importi minori ad altre istituzioni educative e mediche. I suoi fondi immobiliari hanno contribuito alla creazione della Payne Whitney Psychiatric Clinic a New York-Presbyterian Hospital nel 1932. Anche se aveva contribuito $ 1.000.000 al fondo di dotazione Yale poco prima di morire, i fondi sufficienti immobiliari sono stati anche dato a Yale per consentire la costruzione della Payne Whitney Gym di 9 piani, anch'essa completata nel 1932. Come tributo a lui, una strada in Manhasset portava il suo nome, Payne Whitney Lane.